# Djanhasan
Djanhasan est un village de la région de Khodjaly en Azerbaïdjan.

## Histoire
En 1992-2020, Djanhasan était sous le contrôle des forces armées arméniennes. En 2020, au cours de la deuxième guerre du Haut-Karabagh, la région de Khodjaly, y compris le village de Djanhasan est passé sous le contrôle des forces azerbaïdjanaises.

## Géographie
Le village de Djanhasan de la région de Khodjaly est situé dans la circonscription administrative du village de Kosalar.

## Population
Selon les statistiques de 2011, la population du village est de 107 personnes.

## Économie
La principale occupation de la population est l'élevage, l'apiculture et l'agriculture.

## Culture
Avant l'occupation, il y avait une école primaire, une bibliothèque, un poste médical et un club dans le village de Djanhasan.